# Santa Ana (departament)
Santa Ana – jeden z 14 departamentów Salwadoru, położony w północno-zachodniej części kraju.
Jego stolicą jest miasto Santa Ana (204,3 tys., 2007). Inne ważne miasta to: Chalchuapa (47,7 tys., 2007), Metapán (19,4 tys., 2007), San Sebastián Salitrillo (17,5 tys., 2007), El Congo (14,6 tys., 2007), Coatepeque (13,3 tys., 2007).
W departamencie Santa Ana znajdują się jeziora: Coatepeque i Guija.